# The 8 Show
The 8 Show (더 에이트 쇼?, Deo e-iteu syoLR) è una serie televisiva sudcoreana distribuita da Netflix il 17 maggio 2024, tratta dai webtoon Money Game e Pie Game di Bae Jin-soo.

## Trama
Otto persone ricevono l'occasione di partecipare a un gioco durante il quale sarebbero state rinchiuse all'interno di un palazzo e avrebbero guadagnato un'ingente somma di denaro per ciascun minuto di gioco trascorso. La notte dopo che tutti hanno accettato la proposta, i partecipanti si risvegliano ognuno una stanza diversa su otto piani separati, dove possono acquistare tutti i beni di prima necessità a cento volte il loro prezzo normale usando il denaro guadagnato fino a quel momento, mentre durante il giorno possono usare una parte del tempo rimanente per acquistare ciò che serve al gruppo.
Inizialmente, le otto persone scelgono di lavorare insieme per massimizzare il tempo di gioco e i guadagni individuali, ma quando scoprono che chi risiede ai piani più alti guadagna significativamente più denaro e dispone di comodità maggiori, tra loro esplode una lotta di potere.

## Personaggi e interpreti
- Piano 3/Jin-su, interpretato da Ryu Jun-yeol
- Piano 8/Se-ra, interpretata da Chun Woo-hee
- Piano 7/Yoo Phillip, interpretato da Park Jeong-min
- Piano 4/Kim Yang, interpretata da Lee Yul-eum
- Piano 6/Tae-seok, interpretato da Park Hae-joon
- Piano 2/Chun-ja, interpretata da Lee Joo-young
- Piano 5/Mun-jeong, interpretata da Moon Jeong-hee
- Piano 1/Sang-guk, interpretato da Bae Seong-woo

## Episodi
| Stagione       | Episodi | Pubblicazione  |
| -------------- | ------- | -------------- |
| Prima stagione | 8       | 17 maggio 2024 |